# Sankt Mikaels församling, Visby stift
Sankt Mikales församling var en församling i Visby i Visby stift. Församlingen uppgick omkring 1530 i Visby församling.
Sankt Mikaels kyrkoruin utgör rester av församlingskyrkan.

## Administrativ historik
Församlingen bildades omkring 1240 och uppgick omkring 1530 i Visby församling. 